# Arthur D. Little
Arthur D. Little, Inc. é uma empresa de consultoria norte-americana fundada em 1886 por Arthur Dehon Little.
A empresa tem mais de 30 escritórios em todo o mundo.